# Мравський хребет
Мрав (вірм. Մռավ), або Муровдаг (азерб. Murovdağ) — гірський хребет довжиною 70 км та шириною 10 км, що розділяє території фактично контрольовані Нагірно-Карабаською Республікою на південь від хребта та Азербайджаном на північ від хребта. Нагірно-Карабаська Республіка контролює південну частину та претендує на північну, яка до Карабаського конфлікту була населена переважно вірменами, а Азербайджан контролює північну частину та претендує на південну, яка під час СРСР була включена до складу Азербайджанської РСР.
Мрав переважно складений осадово-вулканогенними товщами, гребінь хребта скелястий, схили сильно розчленовані ущелинами. Панують гірничо-лісові, а у пригребеневій зоні — гірничо-лугові і лучно-степові ландшафти. Найвища точка хребту — гора Гомшасар (Гямиш), висота 3 724 м контролюється НКР.